# 1921 w Wojsku Polskim
Kalendarium Wojska Polskiego 1921 – wydarzenia w Wojsku Polskim w roku 1921.

## 1921
- W Pucku, pod koniec roku, dotychczasowa Baza Lotnictwa Morskiego i Szkoła Lotników Morskich zostały przekształcone w jednostkę noszącą nazwę „Lotnictwo Morskie” i podporządkowaną dowódcy Floty[1].
- Wydział Naukowo-Techniczny Sekcji Żeglugi Napowietrznej został przekształcony w Wojskową Centralę Badań Lotniczych[2].

## Styczeń
1 stycznia
- Kontradmirał Jerzy Zwierkowski został zastępcą szefa Departamentu dla Spraw Morskich.
- W stan spoczynku został przeniesiony generał podporucznik Stefan Mokrzecki.

7 stycznia
- Naczelny Wódz, marszałek Polski Józef Piłsudski podpisał dekret o Organizacji Najwyższych Władz Wojskowych (Rady Wojennej i Ministerstwa Spraw Wojskowych). Dekret określał tymczasowe, „tytułem próby”, zasady organizacji Rady Wojennej i Ministerstwa Spraw Wojskowych, i miał obowiązywać „do czasu ustawowego zatwierdzenia organizacji Najwyższych Władz Wojskowych”[3]. Faktycznie dekret obowiązywał do 6 sierpnia 1926 roku.

18 stycznia
- Sztab Generalny Naczelnego Dowódcy WP swoim rozkazem organizacyjnym zgrupował eskadry lotnicze w siedmiu bazach:

Warszawa – I Dywizjon (eskadra W 8, W 16, W 1),
Łuck – II Dywizjon (eskadra W 6),
Lwów – III Dywizjon (eskadry W 5, M 7),
Brześć Litewski – IV Dywizjon (eskadry M 18, W 3, W 12),
Bydgoszcz – V Dywizjon (eskadry M 13, M 15),
Kraków – VI Dywizjon (eskadra W 10),
Grudziądz – VII Dywizjon (eskadra W 14).
23 stycznia
- Wręczono chorągiew 10 pułkowi piechoty[4].

26 stycznia
- Naczelny Wódz mianował:

szefa intendentury DOGen. „Warszawa”, generała podporucznika intendenta Józefa Wencla – kierownikiem Wojskowego Kursu Intendenckiego,
szefa Intendentury Polowej Naczelnego Dowództwa, pułkownika intendenta Włodzimierza Pietruszewicza – szefem Intendentury Dowództwa Okręgu Generalnego „Warszawa”.
31 stycznia
- Naczelny Wódz „przyznał odpowiedni stopień wojskowy oficerów WP wszystkim oficerom byłych formacji polskich, którzy polegli za sprawę Polski w czasie wojny światowej przed powstaniem Państwa Polskiego, tj. przed dniem 1 listopada 1918 roku” i polecił Ogólnej Komisji Weryfikacyjnej przeprowadzenie ich weryfikacji[6].

## Luty
10 lutego
- W Dzienniku Rozkazów Tajnych Nr 3 T opublikowany został dekret Naczelnego Wodza z dnia 7 stycznia 1921 roku o Organizacji Najwyższych Władz Wojskowych (Rady Wojennej i Ministerstwa Spraw Wojskowych)[3].

## Marzec
1 marca
- Trałowiec ORP „Czajka” został wcielony do służby.
- I Korpus Wojsk Litwy Środkowej został przeformowany w Grupę Wojsk Litwy Środkowej → Wojsko Litwy Środkowej[7].

18 marca
- Delegat Rządu RP na Ziemię Wileńską, Władysław Raczkiewicz wręczył chorągiew 86 Pułkowi Piechoty[8].

20 marca
- W Tomaszowie Lubelskim 14 Pułk Ułanów otrzymał chorągiew[9].

22 marca
- W Kraśniku generał porucznik Kazimierz Sosnkowski wręczył chorągiew 7 Pułkowi Ułanów[10].

30 marca
- Biskup polowy Wojska Litwy Środkowej Władysław Bandurski wręczył drugą chorągiew 86 Pułkowi Piechoty.

## Kwiecień
1 kwietnia
- Niżej wymienieni oficerowie zostali przeniesieni w stan spoczynku:

1. generał porucznik Karol Durski-Trzaska w stopniu generała broni,
2. generał porucznik Antoni Listowski,
3. tytularny generał porucznik Zdzisław Hordyński-Juchnowicz w stopniu rzeczywistego generała porucznika,
4. generał podporucznik Jakub Gąsiecki w stopniu generała porucznika,
5. generał podporucznik Kazimierz Grudzielski w stopniu generała porucznika,
6. generał podporucznik Kajetan Olszewski w stopniu generała porucznika,
7. tytularny generał podporucznik lekarz Ludwik Dąbrowski,
8. tytularny generał podporucznik Aureli Serda-Teodorski[11].

26 kwietnia
- Minister Spraw Wojskowych mając na uwadze szybsze przekazywanie rozkazów tajnych zmienił Dziennik Rozkazów Tajnych na Dodatek Tajny do Dziennika Rozkazów MSWojsk.
- Opublikowany został Dodatek Tajny Nr 8 do Dziennika Rozkazów Nr 16.

## Maj
- utworzono w Warszawie 1 pułk lotniczy, który składał się z 3 dywizjonów, a dowódcą został płk pil. Camillo Perini[2]

15 maja
- w Kaliszu Naczelny Wódz marszałek Polski Józef Piłsudski wręczył chorągiew 29 pułkowi piechoty[12].

25 maja
- W Przemyślu został sformowany 6 pułk saperów[13].

## Czerwiec
- Rada Wojenna wdrożyła do uzbrojenia Wojska Polskiego karabin Mauser wz. 98
- w Warszawie grupa lotników wojskowych wznowiła działalność Aeroklubu Polskiego, którego nazwę zmieniono na Aeroklub Rzeczypospolitej Polskiej (ARP) – prezes Stanisław Osiecki[2]

1 czerwca
- W Sandomierzu został sformowany 4 pułk saperów[13].

6 czerwca
- w Wilnie wręczono chorągiew pułkowi strzelców grodzieńskich[14]

9 czerwca
- w Krakowie został sformowany 5 pułk saperów[15]

## Lipiec
4 lipca
- W twierdzy Modlin został sformowany 1 pułk saperów[13].

9 lipca
- W Krakowie został sformowany 5 pułk saperów[13].

10 lipca
- Wręczono chorągiew 18 pułkowi piechoty[16].

19 lipca
- Minister spraw wojskowych rozkazem L. 8100/Org. zatwierdził organizację i etaty Wojsk Kolejowych (czas pokojowy)[17].

20 lipca
- W Dęblinie został sformowany 2 pułk saperów[13].

22 lipca
- W Poznaniu został sformowany 7 pułk saperów[13].

## Sierpień
- W Krakowie utworzono 2 pułk lotniczy, którego dowódcą został ppłk pil. Ernest Cieślewski[2].
- W Poznaniu utworzono 3 pułk lotniczy, a jego dowódcą został ppłk pil. Aleksander Serednicki[2].

6 sierpnia
- W Chołżowie koło Mołodeczna dowódca 9 Dywizji Piechoty, pułkownik Mieczysław Ryś-Trojanowski wręczył chorągiew 15 pułkowi piechoty „Wilków”[18].

10 sierpnia
- Minister spraw wojskowych, gen. por. Kazimierz Sosnkowski rozkazem MSWojsk. Oddz. I Szt. Gen. L. 4900/Org. zatwierdził „Pokojową organizację Ministerstwa Spraw Wojskowych” oraz określił, że wprowadzenie w życie pokojowej organizacji MSWojsk. z instytucjami przejściowymi, w drodze reorganizacji i połączenia dotychczasowego MSWojsk. z oddziałami byłego Naczelnego Dowództwa, zostanie przeprowadzone w dniach 22–25 sierpnia 1921[19].

21 sierpnia
- Wręczono chorągiew 42 pułkowi piechoty[20].

22 sierpnia
- W Przemyślu został sformowany 10 pułk saperów.
- W Wilnie został sformowany 3 pułk saperów[13].

## Wrzesień
1 września
- W związku z rozkazem MSWojsk. Oddz. I Szt. Gen. L. 7600/Org. z 22 sierpnia 1921 o reorganizacji armii minister spraw wojskowych rozkazem MSWojsk. Oddz. V Szt. Gen. L. dz. 13200/E.G. Tj. zatwierdził „Obsadę dowództw” (inspektoratów armii, dowództw okręgów wojskowych, dywizji piechoty, brygad jazdy, pułków piechoty, jazdy, artylerii, saperów, czołgów, kolejowych i łączności, dywizjonów żandarmerii, taborów i samochodowych, dowództw lokalnych, instytucji służby inżynieryjno-saperskiej, służby uzbrojenia oraz służby gospodarczej, oddziałów i zakładów służby sanitarnej, powiatowych komendantów uzupełnień i komendantów uzupełnień koni). Wyznaczeni oficerowie mieli się zameldować do 25 września 1921 u dowódców wymienionych w rozkazie, celem objęcia wyznaczonych im stanowisk[21].

12 września
- W Brześciu został sformowany 9 pułk saperów[13].

14 września
- Z Wielkiej Brytanii do Gdańska został przyholowany ORP „Mazur”, torpedowiec V-105 przyznany Polsce w wyniku podziału cesarskiej marynarki wojennej.

22 września
- W Podbrodziu wręczono chorągiew 7 pułkowi piechoty Legionów[22].

## Październik
1 października
- Naczelny Wódz przeniósł niżej wymienionych oficerów w stały stan spoczynku z prawem noszenia munduru w stopniach generałów podporuczników:

pułkownika Stanisława Kaliszka,
pułkownika Antoniego Towiańskiego,
w stopniach tytularnych generałów podporuczników:
pułkownika Mariana Jasińskiego,
pułkownika Józefa Kruźlewskiego”.
16 października (niedziela)
- Na placu Saskim w Warszawie marszałek Polski Józef Piłsudski wręczył sztandar 3 pułkowi ułanów[10].

20 października (czwartek)
- w Warszawie, w kasynie Sztabu Generalnego, odbyło się pożegnanie generała Moineville, inspektora wyszkolenia francuskiej Misji Wojskowej w Polsce, kawalera Virtuti Militari, byłego szefa sztabu I Korpusu Armii Polskiej we Francji[24]

21 października (piątek)
- w Warszawie szef Sztabu Generalnego, generał porucznik Władysław Sikorski odznaczył generała Moineville Krzyżem Walecznych po raz 1, 2, 3 i 4[25]

## Listopad
3 listopada
- Paweł Minkowski dotychczasowy wicedyrektor Departamentu Budżetowego w Ministerstwie Skarbu został szefem Wojskowej Kontroli Generalnej i cywilnym podsekretarzem stanu w Ministerstwie Spraw Wojskowych.

13 listopada
- W Warszawie, w Belwederze, Naczelny Wódz, marszałek Polski Józef Piłsudski wręczył chorągiew delegacji 27 pułku piechoty, ceremonia wręczenia chorągwi odbyła się 15 lutego 1922[26].

18 listopada
- Minister spraw wojskowych rozkazem L. 4000/Org. zatwierdził organizację służby duszpasterstwa wyznania katolickiego na czas pokoju[27]. Organizację służby duszpasterskiej wyznań niekatolich minister zatwierdził rozkazem L. 4200/Org. z 24 maja 1922.

27 listopada
- Na placu Saskim Warszawie Minister Spraw Wojskowych, generał porucznik Władysław Sikorski wręczył chorągiew 36 pułkowi piechoty Legii Akademickiej[28].

30 listopada
- Naczelny Wódz mianował generała podporucznika Lucjana Żeligowskiego Inspektorem Armii.

## Grudzień
13 grudnia
- Naczelny Wódz mianował:

pułkownika Sztabu Generalnego Józefa Rybaka I zastępcą szefa Sztabu Generalnego,
pułkownika Sztabu Generalnego Tadeusza Piskora II zastępcą szefa Sztabu Generalnego i szefem Biura Ścisłej Rady Wojennej
- W Brześciu nieznani sprawcy zastrzelili podporuczników rezerwy Piotra Bieniewskiego i Jana Sławińskiego z Wojskowego Zakładu Gospodarczego w Baranowiczach. Wymienieni oficerowie wracali na dworzec kolejowy z intendentury, gdzie pobrali pieniądze w kwocie 6 mln mkp. Walizka z pieniędzmi została skradziona. Ordynans towarzyszący oficerom został lekko ranny[29][30].

20 grudnia
- minister spraw wojskowych generał porucznik Kazimierz Sosnkowski wprowadził „Instrukcję o prowadzeniu pracy sportowej w wojsku”, w której inspirował dowódców by zechcieli popierać garnizonowe kluby sportowe i gimnastyczne[31] → Wojskowe kluby sportowe w Polsce

23 grudnia
- w Hotelu Europejskim w Warszawie minister spraw wojskowych, generał porucznik Kazimierz Sosnkowski wydał bankiet na cześć generała Henri Alberta Niessela w związku z zakończeniem przez niego służby na stanowisku szefa Wojskowej Misji Francuskiej w Polsce[32]

24 grudnia
- chargé d’affaires RP w Rosji, doktor Zygmunt Stefański odwiedził polskich jeńców wojennych i osoby cywilne osadzone w obozach iwanowskim i nowospaskim[33]

28 grudnia
- W Krakowie na placu ćwiczeń w bastionie nr 7 artylerzysta Jan Urban w wyniku nieostrożnego obchodzenia się z granatem spowodował jego eksplozję, w wyniku której doznał obrażeń ciała w postaci oderwania kilku palców ręki prawej[34].

30 grudnia
- w Warszawie minister spraw wojskowych, generał porucznik Kazimierz Sosnkowski odznaczył szefa Wojskowej Misji Francuskiej w Polsce, generała Henri Alberta Niessela Kryżem Wielkim Orderu Odrodzenia Polski. Tego samego dnia o godz. 21.05 generał Niessel wyjechał do Francji[35]
- przewodniczący Komisji Wojskowej Sejmu Ustawodawczego, Antoni Anusz zawiadomił przewodniczącego Nadzwyczajnej Komisji Rewizyjnej, podpułkownika Jerzego Dudrewicza o podjęciu uchwały Sejmowej Komisji Wojskowej o rozwiązaniu Nadzwyczajnej Komisji Rewizyjnej[36]
- minister spraw wojskowych rozkazem L. 86000/21. E.G. zatwierdził pokojową obsadę personalną oficerów korpusu weterynaryjnego i polecił wprowadzić ją w życie do 25 stycznia 1922[37].